# Šentjanž nad Dravčami
Šentjanž nad Dravčami je naselje v Občini Vuzenica.

## Dravčbaherjev bor
V Šentjanežu nad Dravčami na severnem pobočju Pohorja ob hiši št. 17 raste Dravčbaherjev bor. Drevo je vrste rdeči bor (Pinus sylvestris) in je eden najmogočnejših v Sloveniji. Obseg debla v prsni višini znaša 350 cm, visok pa je 18 m.